# Michael Dawson (Lost : Les Disparus)
 (octobre 2024).
- Si vous ne connaissez pas le sujet, laissez ce bandeau (vous pouvez alors contacter les auteurs).
- Si vous supprimez le contenu mis en cause (vous pouvez préalablement contacter les auteurs),

argumentez précisément cette suppression dans la page de discussion
(un manque de référence n'est pas un argument ; une recherche réelle de référence doit avoir été effectuée, être formellement documentée).
Pour les articles homonymes, voir Michael Dawson et Dawson.
Michael Dawson est un personnage fictif du feuilleton télévisé Lost : Les Disparus. Il est interprété par l'acteur Harold Perrineau Jr..
Père de Walt, Michael travaillait dans le bâtiment et avait pour ambition d'être dessinateur. Séparé de son fils depuis 9 ans, il le retrouve à la mort de Susan Lloyd, la mère de Walt. Alors qu'ils rentrent en direction de Los Angeles depuis Sydney, leur avion s'écrase sur une île du Pacifique sud. Après avoir tenté de quitter l'île en radeau avec Walt, ce dernier est enlevé par les mystérieux habitants de l'île. Michael passe son temps à retrouver Walt et parvient à quitter l'île avec lui après le meurtre de deux autres rescapés de l'avion. La culpabilité l'oblige à revenir sur l'île sur un cargo où il meurt à la suite d'une explosion.

## Biographie fictive

### Avant le crash
Susan Lloyd quitte Michael après la naissance de leur fils Walt et l'emmène avec elle à Amsterdam. Deux ans après, Susan lui dit qu'elle a l'intention de se marier. Michael est peu après renversé par une voiture, il est hospitalisé pendant des mois. Susan le retrouve à l'hôpital et essaye de le convaincre d'abandonner ses droits parentaux afin que son nouveau mari puisse adopter Walt. Michael refuse, mais Susan finit par le convaincre que c'est la meilleure solution pour Walt. Plusieurs années après, Susan meurt, et son mari demande à Michael de prendre la garde de Walt, qui habite maintenant en Australie. Michael accepte, mais juste avant le vol de retour, il appelle sa mère et lui demande si elle peut prendre Walt à la place.

### Après le crash
Leur avion s'écrase sur une île dans le Pacifique sud ; Michael, Walt et le chien de Walt, Vincent, sont parmi les survivants. Après que Vincent s'enfuit dans la jungle, Michael le recherche, mais en vain ; il est plus tard rendu à Michael par Locke. En dépit de ce geste, Michael est sceptique au sujet de Locke, et ne veut pas que Walt passe du temps avec lui. Lorsque Michael est attaqué par un survivant coréen, Jin, à cause de la montre en or que Michael a commencé à porter, Sun, l'épouse de Jin, lui explique que c'est la montre de son père et révèle de cette manière qu'elle parle anglais. Michael commence à construire un radeau, dans l'espoir que lui et Walt quittent l'île. Lorsque son radeau brûle, Michael soupçonne Jin, mais Walt admet plus tard que c'était lui car il ne voulait pas quitter l'île. Lorsque Sun révèle sa capacité de parler anglais à Jin, ce dernier souhaite aider Michael à construire un deuxième radeau. Ils offrent la dernière place à bord du radeau à Sawyer. Michael quitte donc l'île en compagnie de Jin, Sawyer et Walt mais peu après leur départ, ils rencontrent un petit bateau de pêche. Les occupants du bateau s'avèrent être les « Autres », les mystérieux habitants de l'île, et enlèvent Walt avant de brûler leur radeau.
Michael et Sawyer échouent au milieu de l'océan. Lorsqu'ils arrivent sur une plage, ils découvrent Jin avant d'être assommés par un des survivants de la queue de l'avion. Après avoir convaincu les survivants de la queue qu'ils étaient sur le même avion, ils rejoignent le camp des survivants du fuselage. Plus tard, Michael propose son aide pour rentrer les chiffres dans l'ordinateur situé dans le bunker que les survivants ont trouvé. Il commence alors à recevoir des messages sur l'ordinateur de quelqu'un qu'il pense être Walt, qui lui donne des indications sur le lieu où il se trouve. Michael part alors à sa recherche mais se fait enlever par deux « Autres ». Michael doit libérer leur chef, Benjamin Linus, qui est prisonnier dans le bunker, puis leur apporter Sawyer, Kate, Jack et Hurley, et en échange, ils libèreront Walt et les laisseront quitter l'île. Pour libèrer leur chef, Michael tue Ana Lucia, qui gardait Benjamin Linus, ainsi que Libby, parce qu'elle a assisté à la scène. Il réussit ensuite à emmener les quatre survivants aux « Autres » et Ben donne à Michael et Walt un bateau et les coordonnées à suivre pour quitter l'île.
Après leur départ de l'île, ils parviennent à retourner à New York, où Michael remet Walt à la grand-mère de ce dernier. Michael essaye alors de se suicider, étant incapable de faire face à la culpabilité de ses meurtres. Tom, un des « Autres », arrive à ce moment-là et dit à Michael qu'il peut se racheter en sauvant les autres survivants d'une menace imminente. Tom donne à Michael un passeport sous le nom de « Kevin Johnson » afin d'infiltrer un cargo qui essaye de trouver l'île. Sur le cargo, il reçoit un appel de Ben qui lui demande de lui envoyer des informations sur tout l'équipage et de saboter la salle radio ainsi que les moteurs du bateau. Quelques jours après, Michael rencontre Sayid et Desmond, qui sont parvenus à partir de l'île. Ils informent le capitaine du cargo de la véritable identité de Michael, qui lui ordonne de réparer les moteurs. Lorsqu'une bombe est découverte sur le cargo, Michael et Jin tentent de la désamorcer. Michael empêche la batterie d'actionner la bombe avec de l'azote liquide mais lorsque l'approvisionnement commence à s'épuiser, il dit à Jin de partir puis Christian Shephard apparaît à Michael et lui dit qu'il peut maintenant partir. La bombe détone et Michael est tué dans l'explosion.
Après sa mort, Michael apparait comme fantôme à Hurley et lui annonce que l'explosion de l'avion du vol Ajira 316 aura pour conséquence la mort de beaucoup de personnes. Il lui révèle également que les chuchotements que les rescapés ont pu entendre dans la jungle correspondent à des personnes déjà mortes sur l'île